# Muulinjärvi
Muulinjärvi är en sjö i kommunen Tavastehus i landskapet Egentliga Tavastland i Finland. Sjön ligger 113,3 meter över havet. Arean är 6 hektar och strandlinjen är 1,37 kilometer lång.  Den  ingår i Kumo älvs huvudavrinningsområde.  Sjön ligger omkring 29 kilometer väster om Tavastehus och omkring 110 kilometer nordväst om Helsingfors. 
Muulinsaari är en stor halvö som delar sjön i två delar.